# Wycheproof Airport
Wycheproof Airport är en flygplats i Australien. Den ligger i kommunen Buloke och delstaten Victoria, omkring 250 kilometer nordväst om delstatshuvudstaden Melbourne. Wycheproof Airport ligger 106 meter över havet.
Trakten runt Wycheproof Airport är nära nog obefolkad, med mindre än två invånare per kvadratkilometer.. Närmaste större samhälle är Wycheproof, nära Wycheproof Airport.
Trakten runt Wycheproof Airport består till största delen av jordbruksmark. Genomsnittlig årsnederbörd är 403 millimeter. Den regnigaste månaden är juli, med i genomsnitt 55 mm nederbörd, och den torraste är januari, med 10 mm nederbörd.